# Тефрокактус
Тефрокактус (лат. Tephrocactus) — род суккулентных растений семейства Кактусовые (Cactaceae), произрастающий на территории Южной Америки (Аргентина, Боливия и Чили).

## Название
Родовое латинское название Tephrocactus происходит от греческого слова tephros, что означает «пепельно-серый», и латинского слова cactus, — «кактус». Название дано из-за цвета колючек некоторых видов данного рода.

## Описание
Род небольших растений с густыми верхушечными или субтерминальными стеблями. Растения образуют многочисленные шаровидные или цилиндрические сегменты, которые у некоторых видов кажутся наложенными друг на друга. Корни иногда имеют клубневидную форму. У некоторых видов отсутствуют колючки.

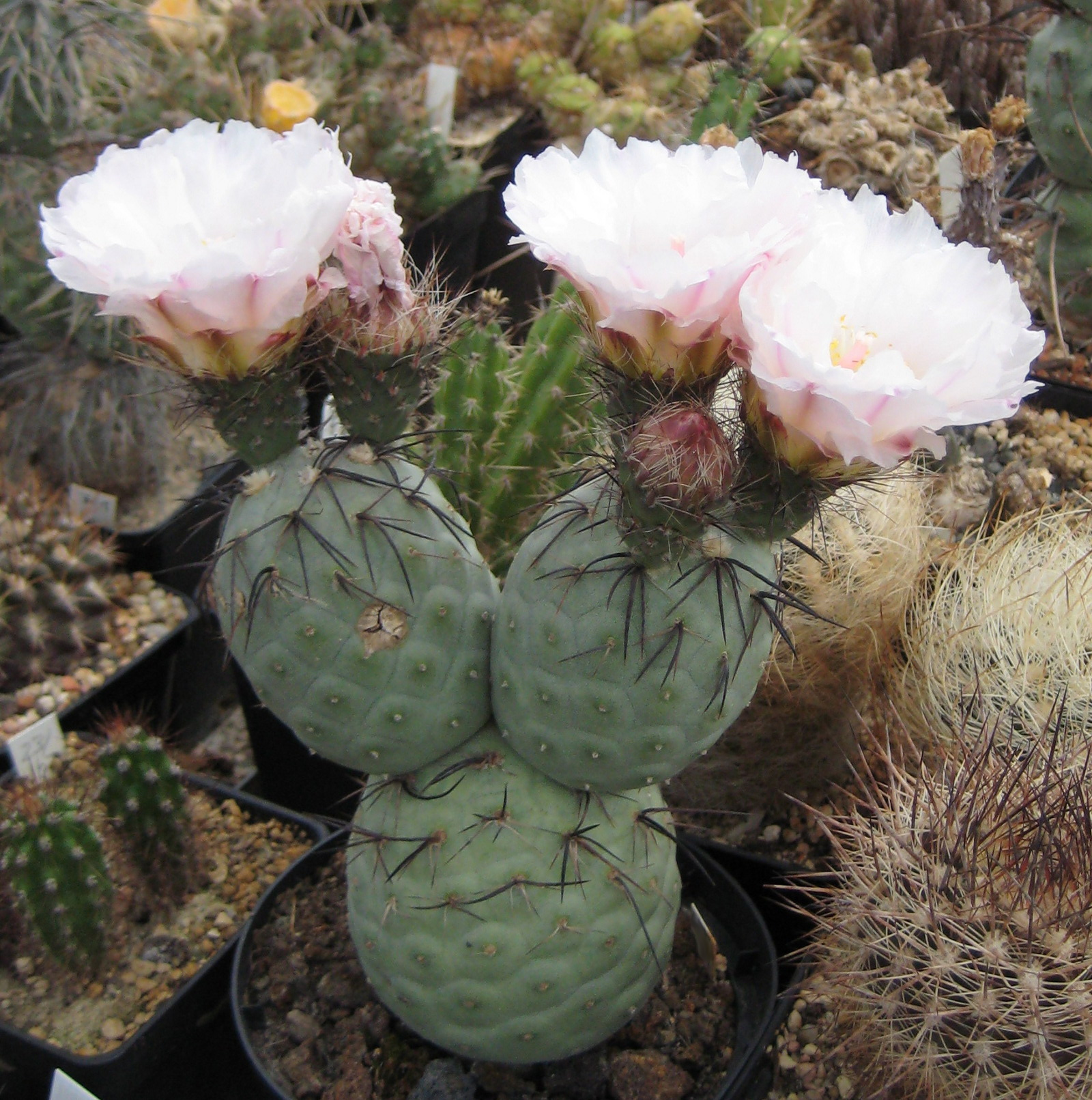
Tephrocactus alexanderi (syn. Tephrocactus geometricus)

Цветки дневные и самобесплодные. Они могут быть белыми, розовыми, желтыми, оранжевыми или красными. Опыление происходит благодаря перепончатокрылым насекомым (Alloscirtetica lanosa). Плоды могут быть сухими или сочными, и некоторые из них растрескиваются при созревании. Семена крупные и неравномерные, их цвет может варьироваться от кремово-белого до коричневого. Они достаточно легкие, чтобы разноситься ветром, но некоторые виды рассеиваются через экскременты животных, которые питаются этими растениями. Примерами таких животных являются шиншиллы (Chinchilla chinchilla) и гуанако (Lama guanicoe).

## Таксономия
Tephrocactus Lem., первое упоминание в Cactées: 88 (1868).

### Синонимы
Гетеротипные (основанные на разных номенклатурных типах):
- Pseudomaihueniopsis Guiggi (2013)
- Ursopuntia P.V.Heath (1999)
- Weberiopuntia Frič ex Kreuz. (1935), nom. nud.

### Виды
Подтвержденные виды (10) по данным сайта Plants of the World Online на 2023 год:
- Tephrocactus abditus D.J.Ferguson & Janeba
- Tephrocactus alexanderi (Britton & Rose) Backeb.
- Tephrocactus aoracanthus (Lem.) Lem.
- Tephrocactus articulatus (Pfeiff.) Backeb.
- Tephrocactus bonnieae (D.J.Ferguson & R.Kiesling) Stuppy
- Tephrocactus molinensis (Speg.) Backeb.
- Tephrocactus nigrispinus (K.Schum.) Backeb.
- Tephrocactus recurvatus (Gilmer & H.P.Thomas) D.R.Hunt & Ritz
- Tephrocactus verschaffeltii (Cels ex F.A.C.Weber) D.R.Hunt & Ritz
- Tephrocactus weberi (Speg.) Backeb.

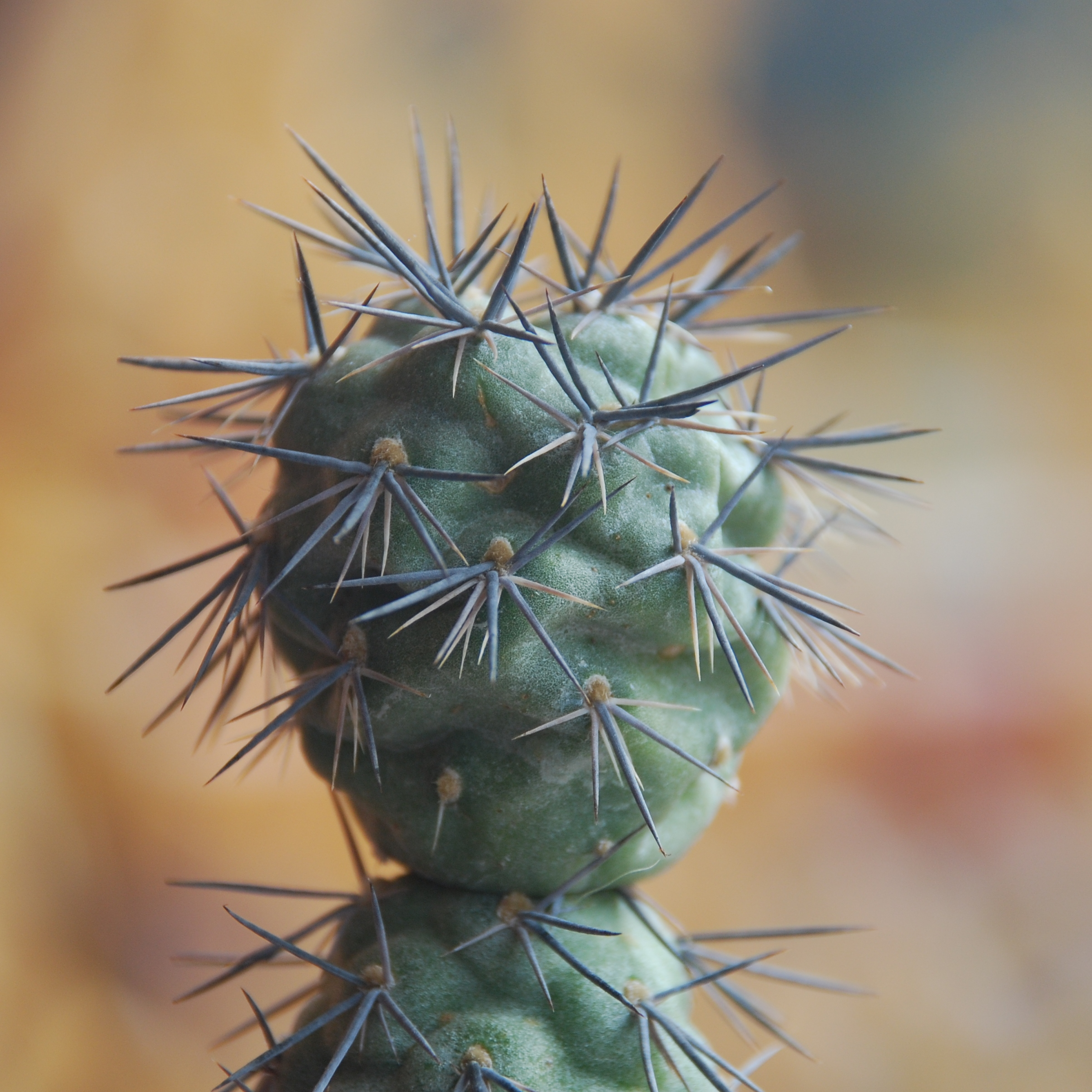
Tephrocactus alexanderi
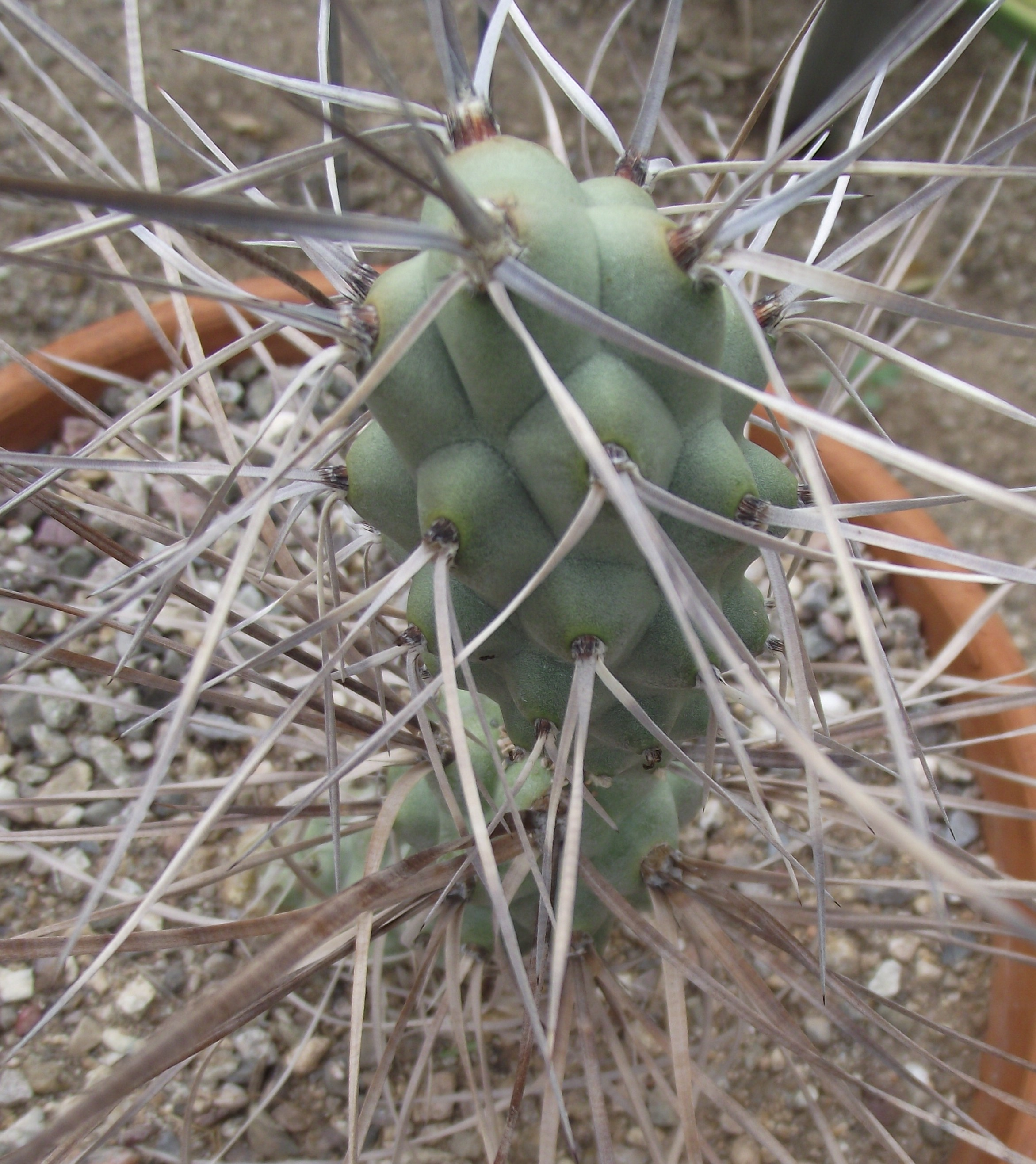
Tephrocactus aoracanthus
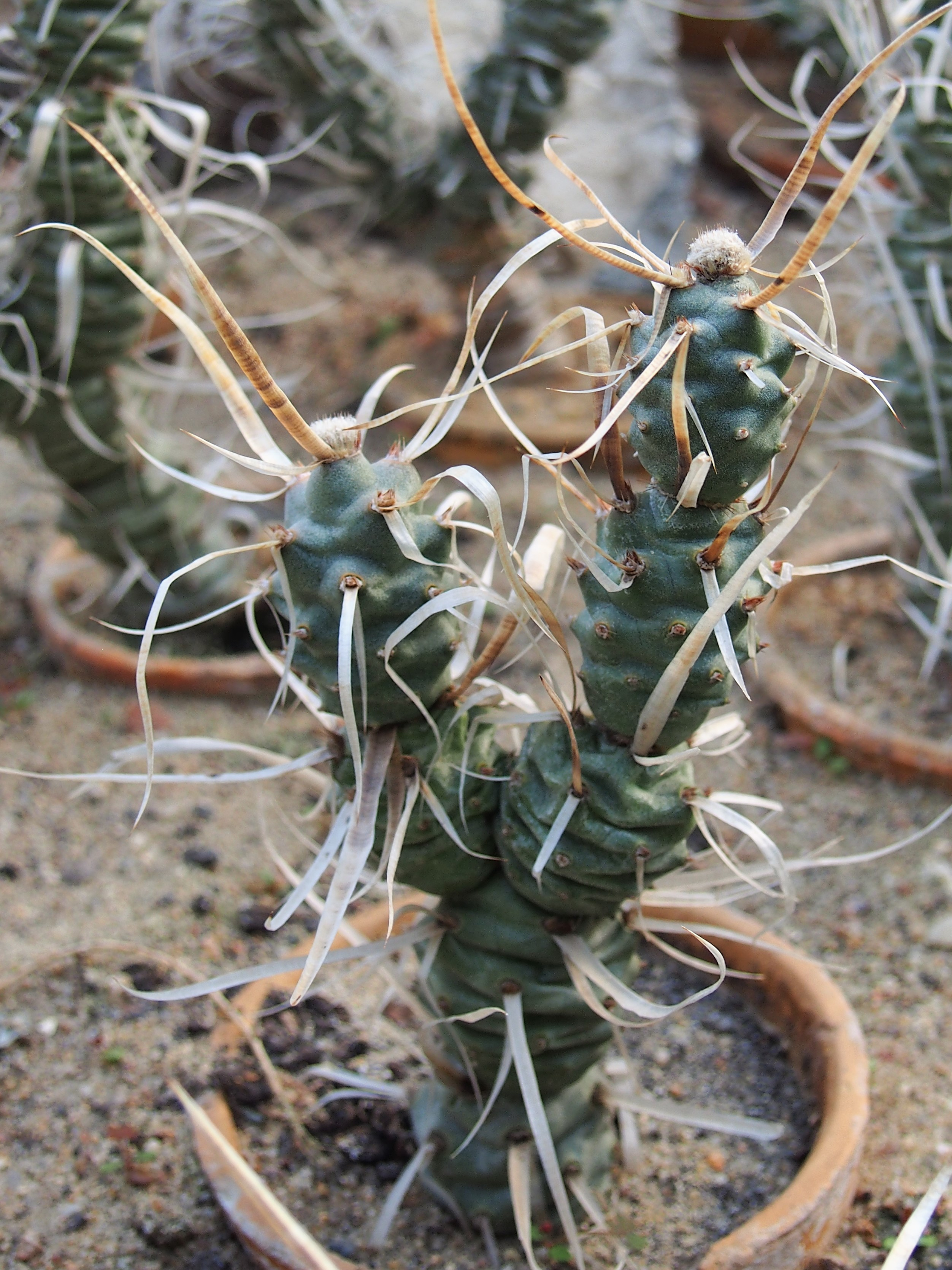
Tephrocactus articulatus
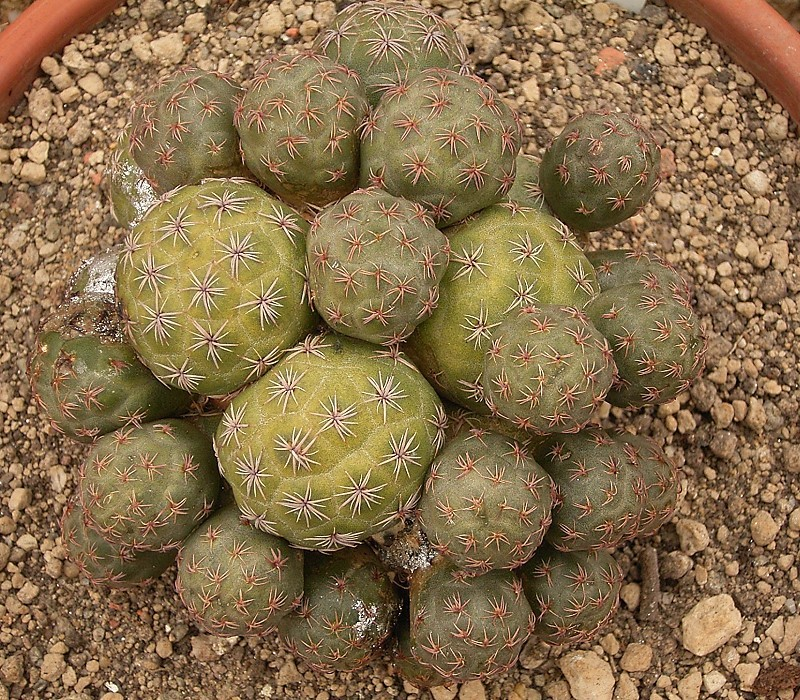
Tephrocactus bonnieae
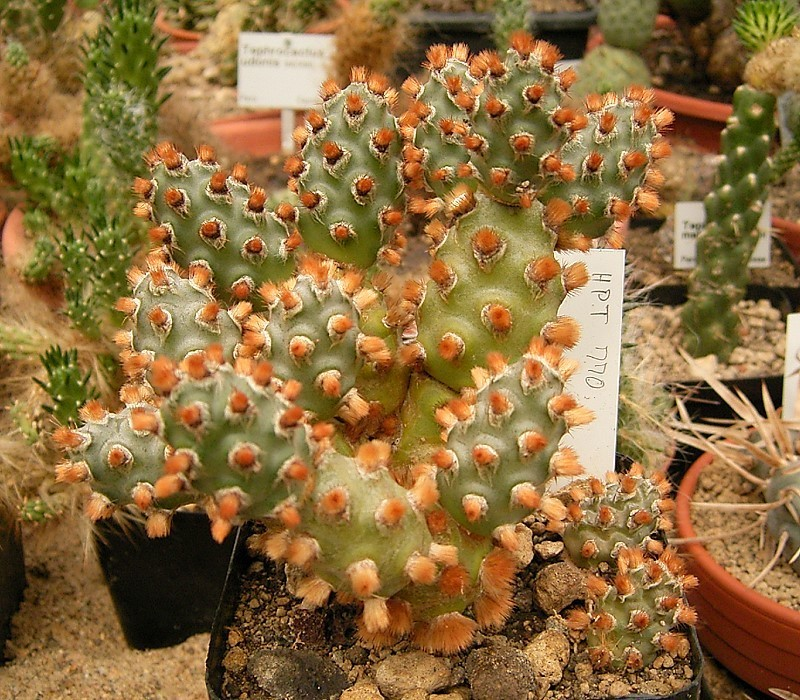
Tephrocactus molinensis
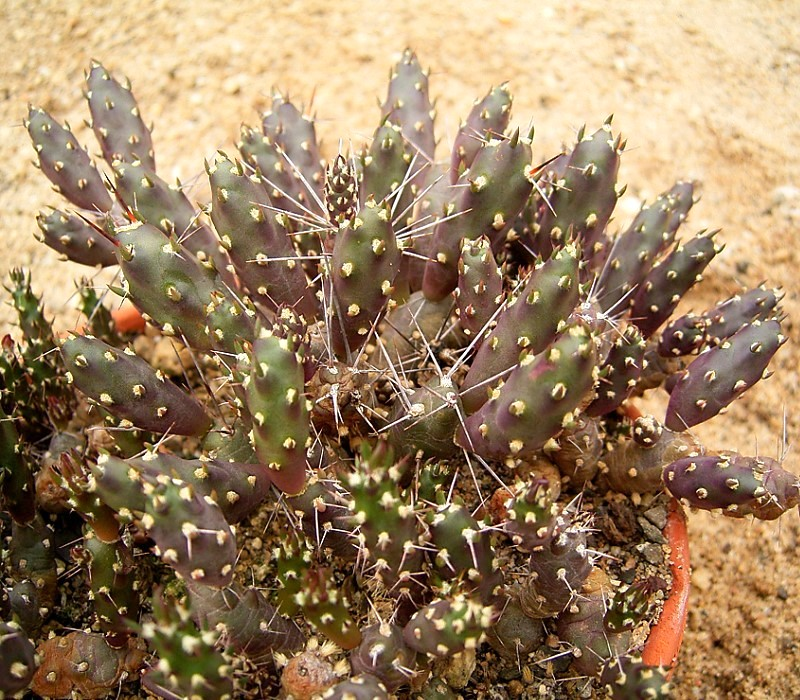
Tephrocactus nigrispinus
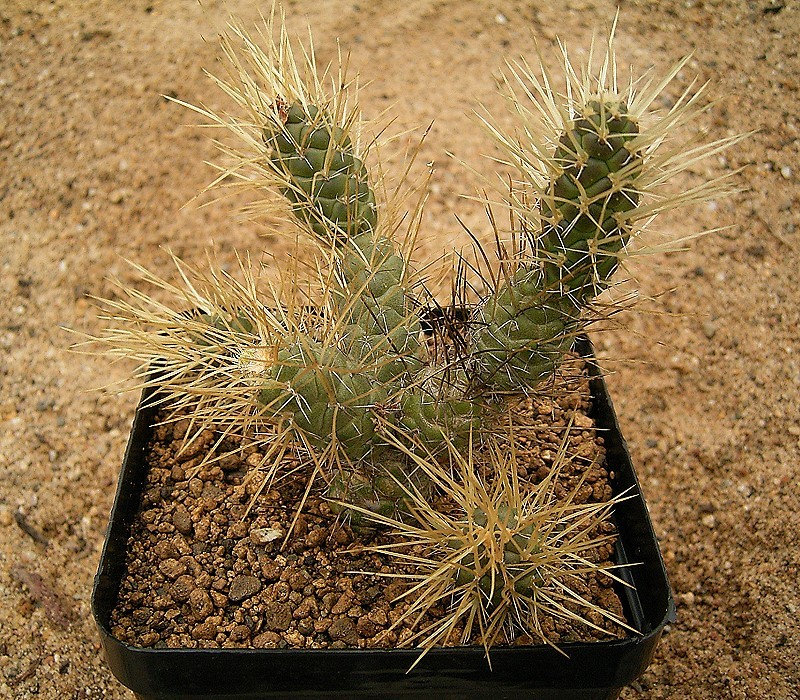
Tephrocactus weberi